# Xianshanosaurus
Xianshanosaurus – rodzaj zauropoda żyjącego w późnej kredzie na obecnych terenach Azji. Został opisany w 2009 roku przez Lü Junchanga i współpracowników w oparciu o skamieniałości odnalezione w datowanych na cenoman osadach Basenu Ruyang na terenie chińskiej prowincji Henan. Oprócz szczątków Xianshanosaurus odkryto tam szczątki licznych dinozaurów – cenomańska fauna Basenu Ruyang była zdominowana przez duże zauropody, takie jak huanghetytan i Ruyangosaurus, obok których żyły mniejsze dinozaury roślinożerne, jak nodozaur Zhongyuansaurus, oraz różnorodne teropody – owiraptoryd Luoyanggia, ornitomimy, spinozaury, karcharodontozaury i przedstawiciele taksonów mogących należeć do dromeozaurów.